# Knokke

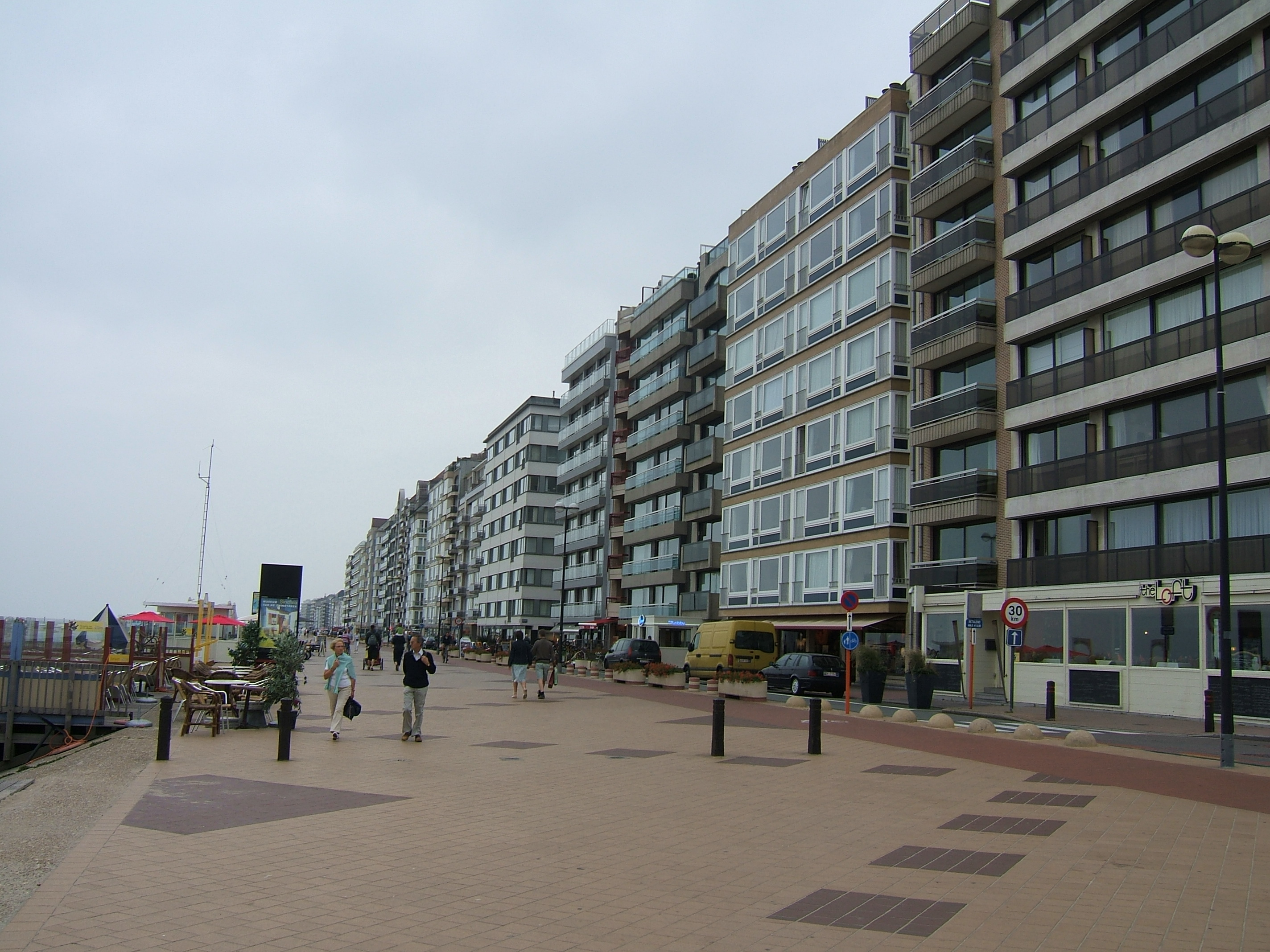
Knokke-Heist

Knokke-Heist es un municipio de Flandes Occidental y uno de los balnearios más famosos de Bélgica. Se sitúa a la par de la frontera con los Países Bajos y cuenta con casi 34 000 habitantes.
Fue habitado desde el siglo XIII. Koudekerke, llamado después Heist y Knokke fueron ocupados principalmente por pescadores mientras los habitantes de Westkapelle y Ramskapelle eran agricultores.
Hay 12 kilómetros de playa y cinco principales balnearios.
Het Zwin es una reserva natural de 150 hectáreas. Para la reproducción de aves.

## Localidades del Municipio
Knokke, Heist, Westkapelle , Ramskapelle, 

## Lugares importantes
Duinbergen

## Personalidades de Knokke-Heist
- Joke Devynck, artista
- Alfred Verwee, artista

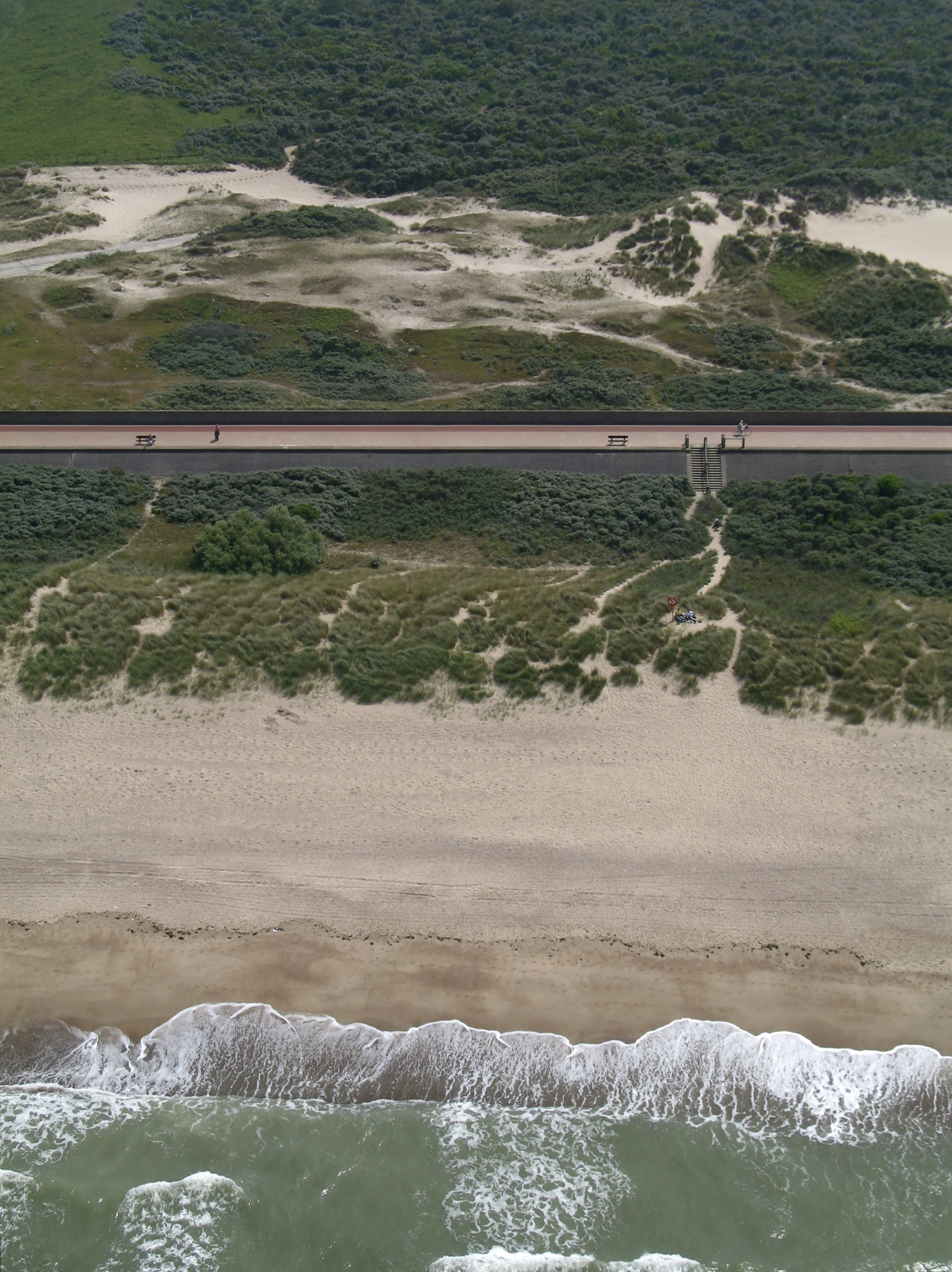
Knokke: playa y dunas a la par de la frontera con los Países bajos.
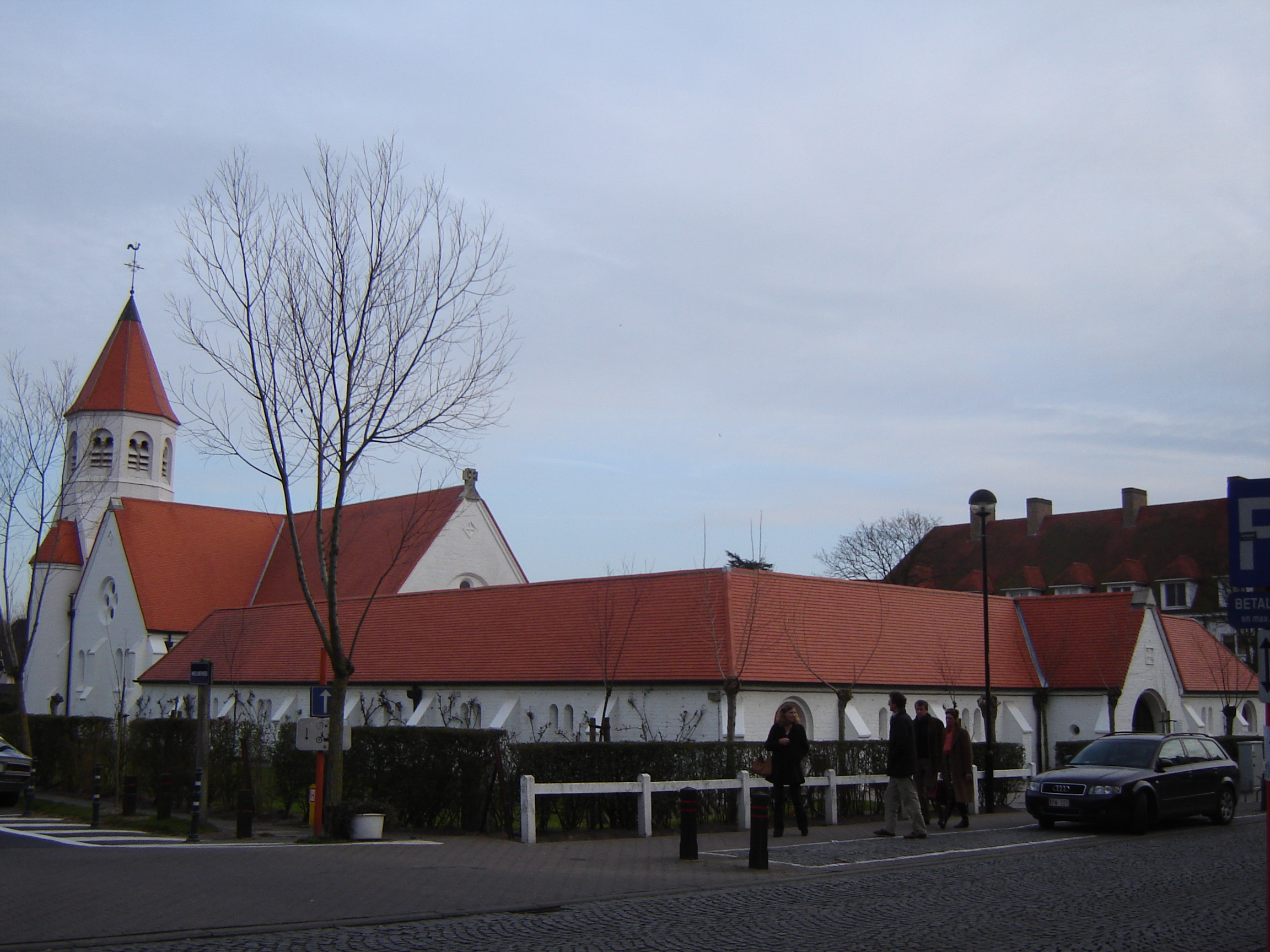
Dominicanenkerk
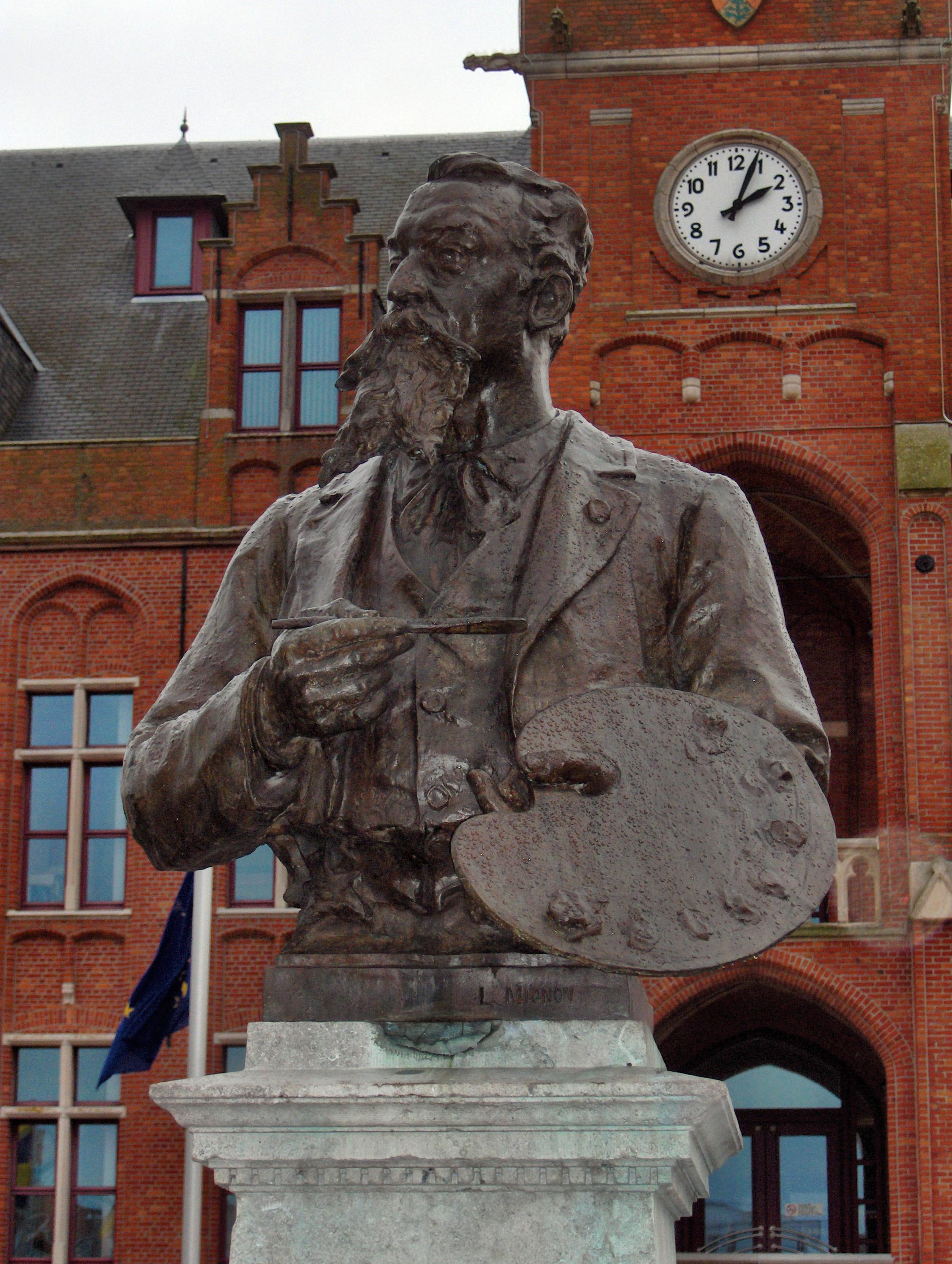
Escultura de Alfred Verwee
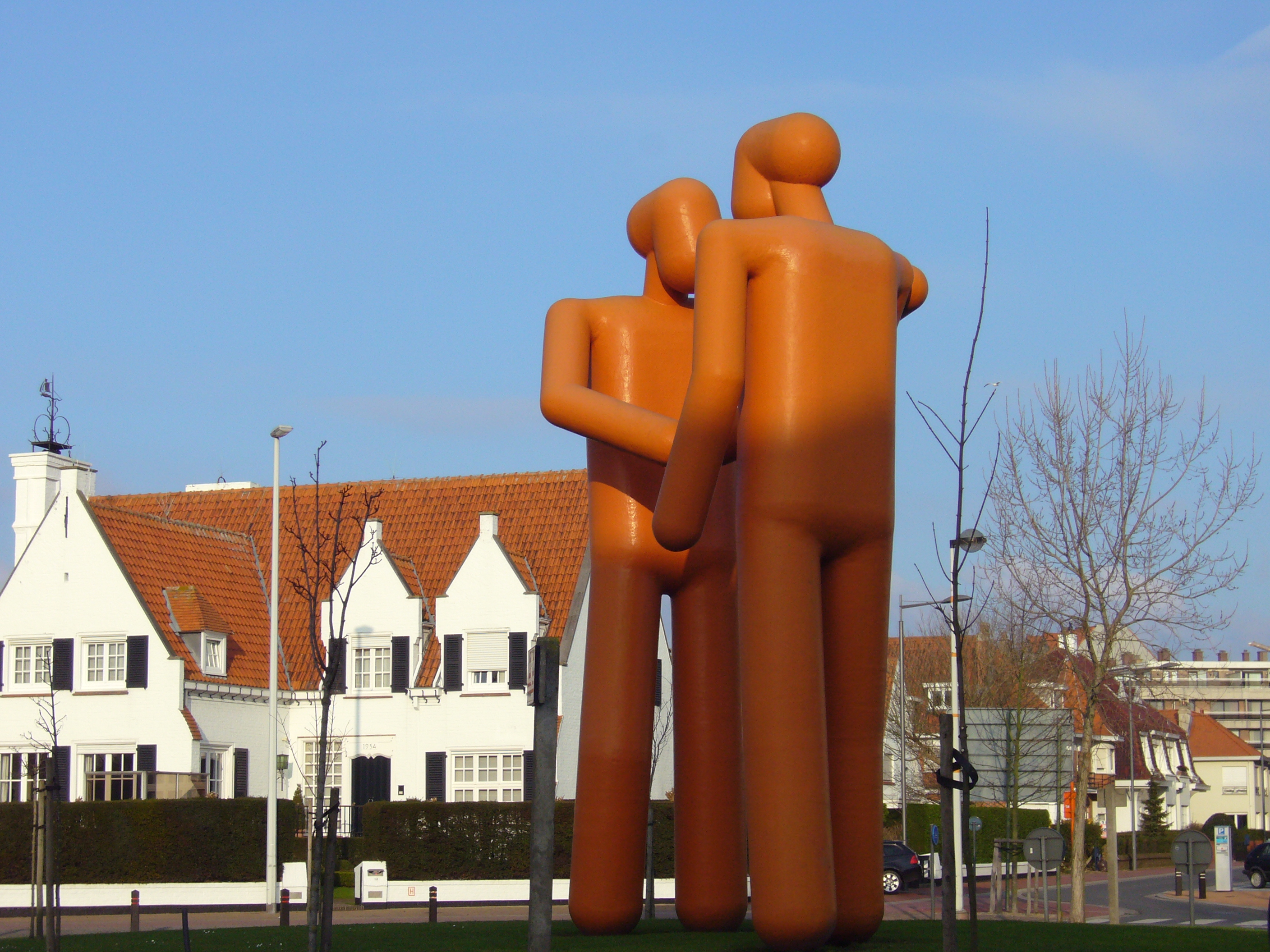
Escultura di Joep van Lieshout

## En la cultura popular
- La ciudad es la principal locación de rodaje y ambientación de la serie Knokke Off, estrenada mundialmente por Netflix en 2023.